# Maurice Deprez
Maurice Deprez (1886 – ?) byl belgický reprezentační hokejový útočník.
V roce 1920 byl členem Belgického hokejové týmu, který skončil sedmý na zimních olympijských hrách.